# Longchamps (Bertogne)
Pour les articles homonymes, voir Longchamps.
 (juin 2019).
Si vous disposez d'ouvrages ou d'articles de référence ou si vous connaissez des sites web de qualité traitant du thème abordé ici, merci de compléter l'article en donnant les références utiles à sa vérifiabilité et en les liant à la section « Notes et références ».
Longchamps (en wallon Lontchamp-dlé-Bastogne) est une section et un village de la commune belge de Bastogne situés en Région wallonne dans la province de Luxembourg.

## Démographie
- Source: INS recensements population

## Histoire
Longchamps était une commune du département des Forêts sous le régime français. En 1823, la commune de Mande-Saint-Étienne lui est adjointe.
À la fusion des communes de 1977, elle est intégrée à la nouvelle commune de Bertogne.
Depuis le 2 décembre 2024, à la suite de la fusion de la commune de Bertogne avec celle de Bastogne, elle fait dorénavant partie de la commune de Bastogne.

## Patrimoine et culture

### Patrimoine architectural

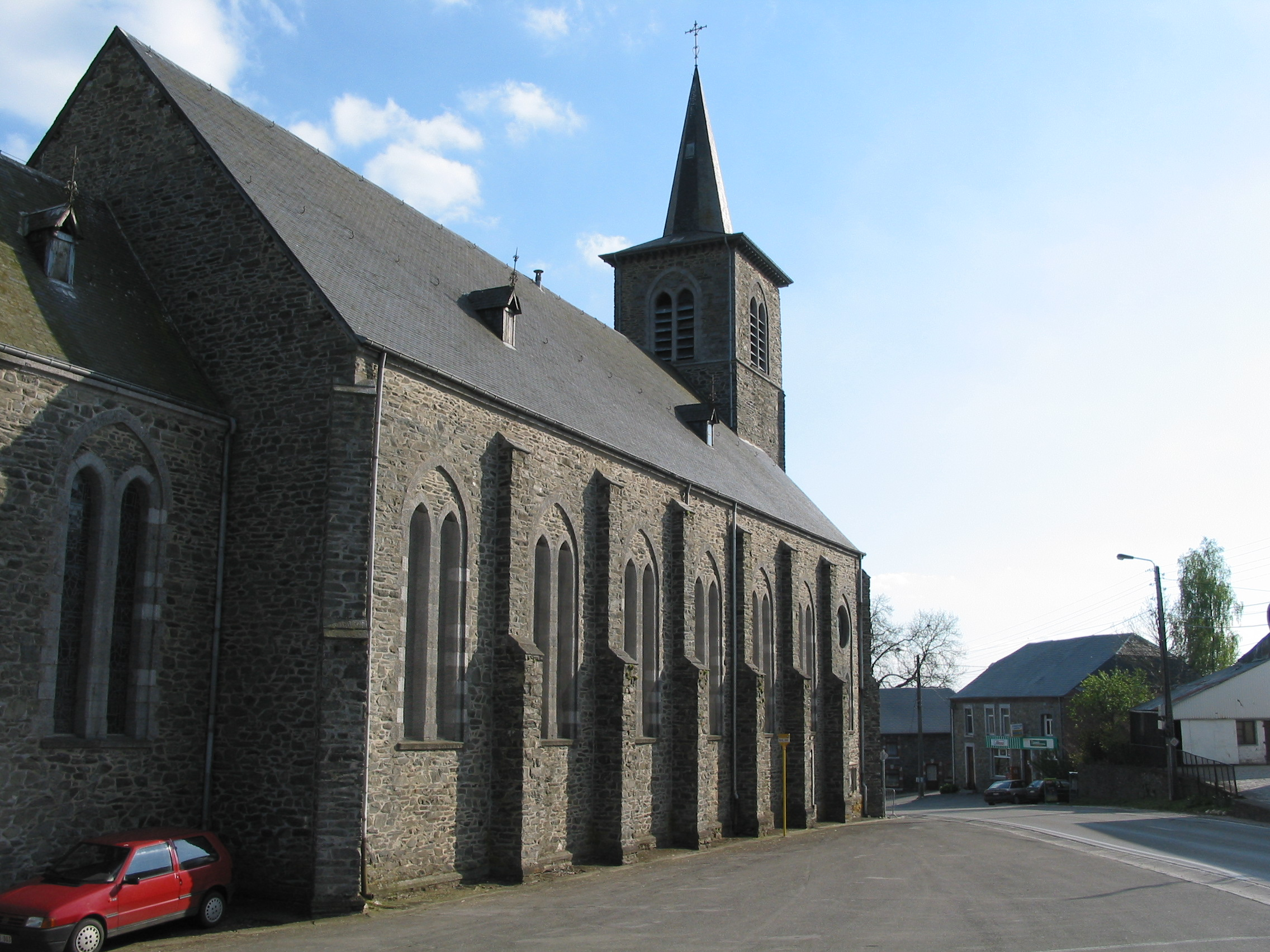
L'église Saint-Lambert.

L'église Saint-Lambert de Longchamps est assez récente. En effet, elle a été construite en 1942 sous le règne de Léopold III.